# Ourida Chouaki
Ourida Chouaki (Tizi Rached, 1953/1954 - Beni Messous, 12 de agosto de 2015) fue una activista argelina por los derechos de las mujeres. Fundadora de una asociación que hace campaña por la reforma del Código de Familia argelino, coordinó el movimiento 20 ans, barakat! que logró con éxito la sustitución de la ley en 2004. También trabajó para Marcha Mundial de Mujeres .

## Biografía
Chouaki era hermana del activista del mundo de la educación y miembro del Movimiento Democrático y Social Salah Chouaki, quien fue asesinado por militantes del Grupo Islámico Armado de Argelia en la década de 1990. Consideeraba que era importante honrar la memoria de aquellos que perdieron la vida a manos de las fuerzas islamistas combatiendo la ideología extremista y desacreditando la jihad.
Ourida Chouaki era profesora de física en la Universidad de Ciencias y Tecnología Houari Boumediene en Bab Ezzouar . 
Fue una entusiasta defensora de los derechos de la mujer y fue directora de la asociación Tarwa n'Fadhma n'Soumer haciendo campaña por la reforma del código de la familia y la igualdad. La organización lleva el nombre de Lalla Fatma N'Soumer, una feminista argelina del siglo XIX. Chouaki coordinó el movimiento 20 ans, barakat! (¡20 años son suficientes!) para reformar el Código de Familia argelino de 1984. La campaña buscaba asegurar que se requirieran pagos de manutención de menores y otros pagos después de un divorcio, prohibir la poligamia, otorgar iguales derechos a cada parte sobre la custodia de sus hijos, prohibir los tutores matrimoniales y brindar los mismos derechos al divorcio para los hombres y mujeres. Chouaki organizó conferencias públicas, conferencias, campañas de carteles y utilizó Internet para promover su causa. 
El movimiento logró que el parlamento argelino implementara un código de familia revisado en 2004 Sin embargo, Chouaki criticó la nueva ley que, según ella, contenía demasiadas ambigüedades y retuvo el uso de tutores matrimoniales. Le preocupa que los hombres obliguen a las mujeres a aceptar un tutor matrimonial y lo ve como una concesión al Movimiento Islámico de Sociedad por la Paz que se opuso a la nueva ley.  A Chouaki también le preocupaba que los jueces tuvieran demasiado poder, sobre todo en los casos de divorcio.  En su activismo ha participado en  todas las luchas por la democracia y los derechos de la mujer en Argelia.
Chouaki fue miembro del Secretariado Internacional de África de la Marcha Mundial de las Mujeres y del comité supervisor del Foro Social Magrebí. Murió en el Hospital Beni Messous de Argel el 14 de agosto de 2015 a la edad de 61 años después de sufrir una enfermedad que actuó con rapidez. El día anterior a su muerte había estado haciendo preparativos para una marcha de mujeres contra la pobreza y la desigualdad que se llevaría a cabo en Marsella, Francia.  El Tarwa n'Fadhma n'Soumer habría enviado una delegación a la marcha.